# Angelo Joppi
Angelo Joppi, o Ioppi (Viterbo, 4 gennaio 1904 – Roma, 1º ottobre 1984), è stato un carabiniere italiano, medaglia d'oro al valor militare.

## Biografia
Angelo Ioppi nacque il 4 gennaio 1904 da Fioravante Ioppi e da Fortunata Feliziani, commercianti.
Si era arruolato nell'Arma dei Carabinieri nell'ottobre del 1923 e, dopo aver frequentato il Corso presso la Legione Allievi di Roma, ottenne la promozione a Carabiniere "a piedi" nell'aprile del 1924. Dal 1924 aveva prestato servizio presso la Stazione di Selci e a Roma, presso il Comando Legione "Lazio", fino al 1926. Al termine della ferma aveva affiancato il padre a Viterbo nel lavoro di bottega e si era sposato con la moglie Ida. Padre di quattro figli, Liliana, Rossana, Fatima e Giancarlo, nel giugno 1940 Angelo Ioppi era stato richiamato in servizio nella Tutela Ferrovie con destinazione la Stazione Carabinieri Reali di Anguillara Sabazia. Frequentato il corso allievi sottufficiali, nel 1941 Ioppi è brigadiere presso la Compagnia Comando della Legione "Lazio". Vi resta sino all'armistizio, quando, dopo l'8 settembre, si dà alla macchia nel Viterbese.
Tornato volontariamente nella Capitale occupata dai tedeschi, ai primi d'ottobre del 1943 il sottufficiale entra nell'organizzazione clandestina dell'Arma (Fronte clandestino di Resistenza dei Carabinieri), diretta dal generale Filippo Caruso. Nella lotta contro l'oppressore, è protagonista di numerose, temerarie azioni contro i nazifascisti, tanto da guadagnarsi il grado di Caposquadra.
All'inizio del gennaio 1944 è Ioppi, nei pressi dell'Ospedale Littorio (oggi San Camillo), a collocare su un camion tedesco, carico di 60 quintali di benzina, un ordigno incendiario, facendolo esplodere. Il 29 gennaio distrusse con la stessa tecnica un altro camion tedesco con 160 quintali di carburante. A questi sabotaggi vanno aggiunte varie interruzioni di ponti, come quelle della Via Casilina e della Via Tiburtina. Organizzò anche un attentato contro gli archivi dell'Anagrafe per sabotare il censimento ordinato dalle autorità nazifasciste, che avrebbe comportato l'individuazione e la schedatura dei patrioti. Tuttavia non poté attuare questo piano a causa di mancanza di materiale bellico.
L'ANPI (Associazione Nazionale Partigiani d'Italia), gli attribuisce la partecipazione all'agguato ad un corteo fascista in via Tomacelli, il 10 marzo 1944 e il lancio di bombe a mano nel cortile della sede della polizia germanica in Via Tasso (14 gennaio 1944). Tuttavia, di tali attribuzioni, non è fatto cenno né nelle sue memorie, né nelle relazioni del Generale Caruso.
Il 7 marzo 1944 il sottufficiale riesce a sottrarsi alla cattura quando la polizia fascista fa irruzione in una bottega della romana Via del Vantaggio, trasformata in base e deposito d'armi della Resistenza. Mentre gli agenti perquisivano il negozio, arrestando sette patrioti, Ioppi riusciva ad allontanarsi esibendo un documento falso.
Ioppi non desiste e riprende immediatamente la sua attività, organizzando nuove e più audaci azioni di sabotaggio: una settimana dopo è protagonista dell'attacco, in via Tomacelli, contro una colonna di fascisti proveniente dal cinema "Adriano". Ma il sottufficiale dei carabinieri si è esposto troppo. Ancora qualche giorno e Ioppi, tradito da una spia, è arrestato dai tedeschi mentre si trova con una delle giovani figlie (Liliana, di 17 anni), alla stazione di Piazzale Flaminio, mentre si accingeva a salire sul treno per Viterbo.
Tradotto nel carcere di via Tasso, Ioppi è sottoposto per 90 giorni a terribili torture, che non valgono a piegarlo e a fargli rivelare, nel corso di ventotto interrogatori, ciò che sapeva sull'organizzazione clandestina diretta da Filippo Caruso.
Dopo mesi di detenzione e di sevizie, che lo avrebbero reso invalido, Angelo Ioppi è condannato a morte. Il 3 giugno, con altri resistenti destinati al martirio, è caricato su un camion diretto fuori Roma. Il mezzo si guasta e Ioppi, con gli altri, è riportato in via Tasso. Il 4 giugno 1944, poco prima della liberazione di Roma, riuscì ad evadere dal carcere. Si salverà per il sopraggiungere degli alleati.
Dopo essersi ripreso dalle sevizie, Ioppi sarà decorato, vivente, di Medaglia d'Oro al Valor Militare. Nello stesso giugno del 1944 transitò nel servizio effettivo per meriti di guerra e continuò ad operare nella Legione "Lazio", conseguendo le promozioni prima a Brigadiere, poi a Maresciallo Capo. Sarà collocato nella riserva nel giugno del 1962 col grado di tenente del Ruolo d'Onore. È spirato, a ottant'anni, in un ospedale romano il 1 ottobre 1984.
Nel 1991 il Comando Generale dell'Arma ha deliberato l'intitolazione ad Angelo Ioppi della caserma che, a Bomarzo (Viterbo), ospita la stazione dei carabinieri. Nel 2024 il comune di Roma gli ha intitolato un Viale e la sezione del Parco della Resistenza dell'8 settembre che attraversa.
Angelo Ioppi è stato autore di un'autobiografia ("Non ho parlato", ristampato nel 2014 col sottotitolo: Storia di un Carabiniere torturato dai nazisti), pubblicata nel 1945 ed edita nuovamente nel 2014.